# Тигранакертская базилика
Тигранакертская базилика  — армянская церковь
V века, базилического типа, расположенная, по мнению армянских учёных, среди руин города Тигранакерт в Агдамском районе Азербайджана.

## Описание
Церковь располагается в нижней части города. От неё сохранились часть южной стены, вход, абсида, алтарь и северная стена — длиною около 10 метров.
Это одна из редких церквей, имеющая вход и с северной, и с южной сторон, а также основной вход с западной стороны.
В церкви был обнаружен диск с надписью на языке
грабар:
«Я Вач(э) слуга Г(оспода) Б(ог)а».
Диск относится к разряду дарственных камней и, судя по всему, принадлежал одному из нескольких известных исторических лиц этого имени. По мнению армянских археологов, это одна из редких церквей, имеющая вход и с северной, и с южной, и с западной стороны.
Согласно армянским исследователям, в результате раскопок было найдено большое количество фрагментов скульптур, остатки 10 хачкаров (камней — крестов).
Церковь, по их мнению, действовала до IX века, когда «из-за ущерба, нанесённого иноверцами или вследствие землетрясений, она перестала действовать».